# Stormtroopers of Death
Stormtroopers of Death, oftast skrivet S.O.D., var en amerikansk musikgrupp, bildad 1985, splittrat 2007. Bandet spelar en blandning av hardcorepunk och thrash metal, s.k. crossover thrash. S.O.D. hade medlemmar från de välkända grupperna Anthrax och Nuclear Assault bakom basen, trummorna och gitarren. En av Anthrax roddare vid namn Billy Milano hamnade bakom mikrofonen. Gruppens låtar har ofta anklagats att vara rasistiska, ett av dessa exempel är, "Fuck the Middle East". S.O.D. har aldrig varit menade att tas seriösa.

## Medlemmar
- Scott Ian (f. 31 december 1963 i Queens, New York) – gitarr
- Dan Lilker (f. 18 oktober 1964, Bayside, New York) – basgitarr
- Charlie Benante (f. 27 november 1962 i Bronx, New York) – trummor
- Billy Milano (f. 3 juni 1963 i Bronx) – sång

## Diskografi
Studioalbum
- 1985 – Speak English or Die (Megaforce Records)
- 1999 – Bigger Than the Devil (Nuclear Blast Records)

Livealbum
- 1992 – Live at Budokan (Megaforce Records)
- 2009 – Official Live Bootleg (Nuclear Blast Records)

EP
- 1985 – Crab Society North
- 2007 – Rise of the Infidels

Singlar
- 1999 – "Bigger Than the Devil" / "Kill the Assholes"
- 1999 – "Seasoning the Obese" / "Raise Your Sword"

Samlingsalbum
- 2011 – Crab Society North (F.O.A.D. Records)

## Videor
- 1995 – Live at Budokan (VHS)
- 2001 – Kill Yourself: The Movie (VHS)
- 2001 – Speak English or Live (DVD)
- 2005 – 20 Years of Dysfunction (DVD+CD)
- 2007 – Live at the Fenix (DVD)